# Merremia pacifica
Merremia pacifica är en vindeväxtart som beskrevs av V. Ooststr. Merremia pacifica ingår i släktet Merremia och familjen vindeväxter. Inga underarter finns listade i Catalogue of Life.